# SV Mattersburg
SV Mattersburg był austriackim klubem piłkarskim z miasta Mattersburg. 
W sierpniu 2020 roku klub z powodów finansowych które są następstwem problemów głównego sponsora klubu Commerzialbank Mattersburg ogłosił upadłość.

## Europejskie puchary
Legenda do wszystkich tabel:
- Q – runda eliminacyjna, 1/16, 1/8, 1/4, 1/2 – odpowiednia faza rozgrywek, Grupa – runda grupowa, 1r gr – pierwsza runda grupowa, 2r gr – druga runda grupowa, F – finał, R – runda, PO – play-off
- k. – rzuty karne, los. – losowanie, Dogr. – dogrywka, w. – zasada bramek strzelonych na wyjeździe

| Sezon   | Rozgrywki   | Runda | Klub         | Dom | Wyjazd | Ogólnie |
| ------- | ----------- | ----- | ------------ | --- | ------ | ------- |
| 2006/07 | Puchar UEFA | 1Q    | Wisła Kraków | 1–1 | 0–1    | 1–2     |
| 2007/08 | Puchar UEFA | 1Q    | FK Aktöbe    | 4–2 | 0–1    | 4–3     |
| 2007/08 | Puchar UEFA | 2Q    | FC Basel     | 0–4 | 1–2    | 1–6     |

## Skład na sezon 2017/2018
| Nr | Poz. | Piłkarz                                          |
| -- | ---- | ------------------------------------------------ |
| 1  | BR   | Markus Kuster                                    |
| 4  | OB   | Nedeljko Malić                                   |
| 5  | OB   | César Ortiz                                      |
| 6  | OB   | Philipp Erhardt                                  |
| 7  | PO   | Manuel Seidl                                     |
| 8  | PO   | Alois Höller                                     |
| 9  | NA   | Barnabás Varga                                   |
| 10 | PO   | Jano                                             |
| 11 | PO   | Andreas Gruber                                   |
| 12 | OB   | Florian Hart                                     |
| 13 | BR   | Tino Casali                                      |
| 14 | NA   | Smail Prevljak (wypożyczony z Red Bull Salzburg) |
| 15 | OB   | Michael Lercher                                  |
| 16 | PO   | Mario Grgić                                      |

| Nr | Poz. | Piłkarz                                  |
| -- | ---- | ---------------------------------------- |
| 17 | PO   | René Renner                              |
| 18 | OB   | Lukas Rath                               |
| 19 | NA   | Stefan Maierhofer                        |
| 20 | PO   | Michael Perlak                           |
| 22 | BR   | Markus Böcskör                           |
| 23 | PO   | Julius Ertlthaler                        |
| 25 | OB   | Michael Novak                            |
| 26 | OB   | Fran Rodríguez                           |
| 27 | PO   | Florian Sittsam                          |
| 28 | PO   | Michael Drga                             |
| 29 | PO   | Masaya Okugawa (wypożyczony z Liefering) |
| 31 | OB   | Thorsten Mahrer                          |
| 32 | NA   | Markus Pink                              |
| 33 | NA   | Patrick Bürger                           |

## Trenerzy klubu od 1991 roku
- Martin Wurm (1 lipca 1991 – 30 czerwca 1992)
- Péter Hannich (1 lipca 1992 – 31 grudnia 1992)
- Christian Janitsch (1 stycznia 1993 – 30 czerwca 1994)
- Karl Rosner (1 lipca 1994 – 14 września 2000)
- Ernst Simmel (14 września 2000 –31 grudnia 2000)
- Günther Schiffer (1 stycznia 2001 – 30 listopada 2001)
- Werner Gregoritsch (4 marca 2002 – 30 czerwca 2004)
- Muhsin Ertuğral (1 lipca 2004 – 15 listopada 2004)
- Franz Lederer (17 listopada 2004 – 10 czerwca 2013)
- Alfred Tatar (10 czerwca 2013– 7 października 2013)
- Franz Lederer (tymcz.) (7 października 2013– 20 grudnia 2013)
- Ivica Vastić (20 grudnia 2013– 2 stycznia 2017)
- Gerald Baumgartner (2 stycznia 2017– 25 lipiec 2018)
- Klaus Schmidt (26 sierpnia 2018 – 7 sierpnia 2020)